# Cynthia Dall
Cynthia Dall (nombre de nacimiento Cynthia Meggin Loya) (Roseville (California), 12 de marzo de 1971-Sacramento (California), 5 de abril de 2012), a veces conocida como "Cindy Dall", fue una músico Lo-fi y fotógrafa estadounidense. Dall ganó notoriedad en el mundo del fanzine de los 90 por sus frecuentes portadas de estilo transgresivo y apariciones en  Revista Rollerderby de  Lisa Carver.
Dall comenzó a grabar por su entonces novio, Bill Callahan bajo su antiguo apodo, Smog. Primero apareció en la canción Smog "Wine Stained Lips", que era la cara B del single de 1994 "A Hit" 7". Dall pasó a contribuir con la voz y la guitarra en el EP Burning Kingdom, Wild Love, y The Doctor Came at Dawn, e hizo giras por Europa con Smog en 1995.
En 1996, Dall grabó su primer álbum en solitario, Untitled. La impresión original del LP no tenía nombre de artista en la portada en ese momento, pero el nombre de Dall se agregó más tarde para reimpresiones. El álbum presenta los arreglos de Jim O'Rourke, y guitarra y voces de Callahan. En 1998, hizo los coros para el remix de "Torture Day" de The Notwist. En 2002, Dall grabaría su segundo álbum, Sound Restores Young Men, que fue grabado con O'Rourke y Tim Green de The Fucking Champs.
Dall tuvo epilepsia. También participó en el activismo político en Sacramento, ayudando a los ciudadanos a registrarse para votar. 
En el momento de su muerte (y según su firma discográfica), estaba en proceso de grabar su nuevo álbum.

## Discografía
- Untitled, Drag City #73 (1996)
- Sound Restores Young Men, Drag City #132 (2002)